# Die Rivalin (1973)
Die Rivalin (Originaltitel: Ash Wednesday) ist ein US-amerikanischer Spielfilm von Regisseur Larry Peerce aus dem Jahr 1973. Der Film wurde von Sagittarius Productions produziert.

## Handlung
Ort der Handlung ist ein exklusiver Skiort in der Schweiz, die Zeit die Gegenwart. Barbara, eine reiche Amerikanerin, ist mit dem Anwalt Mark Sawyer verheiratet. Beide sind gealtert, und während Mark eine Midlife Crisis durchläuft, leidet sie unter dem Verblassen ihrer Schönheit und reist darum in die Schweiz, wo sie sich ohne sein Wissen einer umfassenden Schönheitsoperation unterzieht. Die verläuft erfolgreich, und während Barbara auf Mark wartet, beginnt sie eine Affäre mit dem jungen Playboy Erich. Ihre Hoffnung, dass die Operation ihre Ehe retten könnte, wird zunächst von Kate herausgefordert, Barbaras Tochter, die nicht daran glaubt, dass diese Ehe noch repariert werden kann. Dann trifft aus Detroit Mark ein, der ihr erklärt, dass er sich scheiden lassen will, um eine jüngere Frau zu heiraten. Barbara muss am Ende einsehen, dass sie und Mark sich auseinandergelebt haben und getrennte Wege gehen müssen.

## Produktion und Rezeption
Die Dreharbeiten für den in Technicolor und 35 mm produzierten Film fanden in Cortina d’Ampezzo, Toblach und Rom statt. Regisseur Larry Peerce war 1964 für die Goldene Palme (für Ruf nicht zu laut/One Potato, Two Potato) und 1970 für einen Directors Guild of America Award (für Zum Teufel mit der Unschuld/Goodbye, Columbus) nominiert worden, seine Regieerfahrung beschränkte sich jedoch zu einem großen Teil auf Fernsehproduktionen. Elizabeth Taylor, die seit ihrer Mitwirkung in Cleopatra einer der bestbezahlten Stars Hollywoods war, erhielt für ihren Auftritt ein letztes Mal eine Gage in Höhe von 1 Mio. Dollar; ihre Karriere stürzte nach diesem Film steil ab.
Die Rivalin wurde in den USA am 1. November 1973 uraufgeführt. In der Bundesrepublik Deutschland kam der Film am 22. November 1974 in die Kinos, in Österreich im Jahre 1975. Auf DVD wird der Film in Deutschland unter dem Titel Der Preis der Schönheit vertrieben.

## Kritik
„Star-Kino im Jet-set-Milieu.“

## Auszeichnungen
Elizabeth Taylor wurde für ihren Auftritt 1974 für einen Golden Globe als beste Darstellerin nominiert, verlor diese Auszeichnung aber an Marsha Mason (Zapfenstreich/Cinderella Liberty).